# Accident a la mina de jade de Hpakant de 2020
L'accident de la mina de jade de Hpakan (Myanmar) va ser un accident miner en què una esllavissada va matar almenys 174 treballadors, mentre que com a mínim 100 van desaparèixer, i 54 persones van resultar ferides. Els fets van succeir el 2 de juliol del 2020 a la localitat de Hpakant i va convertir-se en l'accident miner més important fins aleshores a Myanmar.
La indústria minera del jade a Birmània ja havia patit accidents mortals en anys anteriors, l'últim abans del de Hpakant va matar 116 persones l'any 2015. Si bé el govern prometé reformes a la indústria minera del jade, els activistes afirmen que no s'han aconseguit canvis a la pràctica. Els miners morts i ferits durant l'accident eren recol·lectors de jade independents o autònoms que vivien als peus dels cons de runam de la propia mina. Les fortes pluges caigudes dies abans de l'accident feren col·lapsar part d'una escombrera que acabà caient damunt un llac. Aquesta esllavissada originà una onada de fang i aigua de fins a 6 metres que va sepultar diversos treballadors.

## Context
Myanmar és el major proveïdor de jade mundial, amb una indústria per valor de 790 milions de dòlars americans segons les estadístiques oficials, tot i que algunes estimacions independents el situen en un valor de 30 a 31 milions de dòlars americans per any. En aquest context els accidents són freqüents, amb un gran nombre de morts en accidents menors. Aquests accidents molt sovint impliquen miners autònoms que no estan censats ni registrats i molt sovint provenen d'altres regions de l'estat, fet que sol provocar problemes a l'hora d'identificar els cossos. Els munts de runam s'acumulen sense ordre ni seguretat, fet que les fa susceptibles al col·lapse en situacions de pluja.